# Schöne Náci
„Schöne Náci”, születési nevén Lamár Ignác (Pozsonyligetfalu (Engerau), 1897. augusztus 11. – Lég, 1967. október 23.) pozsonyi cipész és a város utcáinak, kávéházainak egyik jellegzetes, közismert alakja volt a 20. század harmincas éveitől a hatvanas évek vége felé bekövetkezett haláláig. Bohém figurájának emlékezetét 1997-től szobor őrzi Pozsonyban.

## Ragadványnevének  eredete
Német ragadványneve, mely szó szerint „Szép Náci”-t jelent, nyelvtanilag valójában hibás, a helyes alak „Schöne” helyett „Schöner” lenne (csak névelővel: „Der Schöne Náci” lenne helyes), de mégis ez utóbbi formában vált ismertté. Keresztnevének becézett formáját a német-osztrákok is magyarosan, „Náci” formában írták.

## Életpályája
Német cipész családból származott. Miután édesanyja fiatalon elhagyta és apja korán meghalt, hamar saját lábára kellett állnia. Béna kisöccsét egy jótékonysági intézet vette gondozásba. Kellékesként kezdett dolgozni egy színháznál.
Lamár Ignác Pozsony régi vágású, elegáns figurája volt, aki állítólag egy szerelmi bánattól megbolondult. Amikor elindult megszokott sétájára a városban, nem lehetett őt nem észrevenni. Karcsú és alacsony termetű ember volt, mindig fekete-fehéren öltözött, fehér színű kesztyűvel kiegészítve. Hatalmas cilinderében úgy nézett ki, akár egy angol arisztokrata. Kifakult kopott frakkott hordott, lábán fényes lakkcipő, kezében pedig sétabot volt. Sétái során a pozsonyi cukrászdák gyakran megajándékozták süteménycsomagokkal, reklám céljából. Virágot is gyakran vitt magával, melyet az éppen arra járó hölgyeknek adott át, miközben azt mondta nekik, hogy „kisztihánd”. Sétái közben gyakran kisgyerekek hada követte, akik azt kiabálták, hogy „Jön a Náci!” Útban a város általa kedvelt kávéházaihoz a gyerekek kérésére gyakran régi pozsonyi dalokat énekelt. Csütörtök reggelenként például mindig a Bláha-kávéházban volt, ahol kuglófot rendelt tejeskávéval.
A Beneš-dekrétumok következményeként Pozsony német és magyar lakosainak kitelepítése során ő is gyűjtőtáborba került, de kiengedték onnan és maradhatott Pozsonyban.
Életének utolsó két évtizedét egy pozsonyi nyugdíjasotthonban élte le és gümőkórban hunyt el a légi tüdőszanatóriumban 1967. október 23-án. Miután hozzátartozói nem jelentkeztek, temetéséről a város gondoskodott.

## Emlékezete
Pozsonyban 1997-ben életnagyságú, mozgatható szobrot állítottak neki, amelyet Karol Krcmár készített régi fotók alapján. Az emlékszobor a volt Halászkapunál, a Café Mayer előtt áll.
2007-ben földi maradványait Légből a pozsonyi András-temetőbe vitték át. Sírkövén legismertebb szavai állnak szlovák, német és magyar nyelven.